# 1690 au théâtre
| Années du théâtre : 1687 - 1688 - 1689 - 1690 - 1691 - 1692 - 1693    |
| Décennies du théâtre : 1660 - 1670 - 1680 - 1690 - 1700 - 1710 - 1720 |

## Pièces de théâtre représentées
- 10 janvier : Arlequin homme à bonne fortune de Jean-François Regnard, Paris, Comédie-Italienne.
- 10 janvier : l’Homme à bonnes fortunes, comédie de Jean-François Regnard, Théâtre italien de Paris.
- 11 janvier : Adrien de Campistron, Paris, Comédie-Française.
- 18 janvier : Ésope à la ville d'Edme Boursault, Paris, Comédie-Française.
- 1er mars : la Critique de l’Homme à bonnes fortunes, comédie de Jean-François Regnard, Théâtre italien de Paris.
- 30 mai : La Folle Enchère de Madame Ulrich (longtemps attribuée à Florent Dancourt, Paris, Comédie-Française.
- 12 juillet : L'Été des coquettes de Florent Dancourt, Paris, Comédie-Française.
- 26 juillet : Les Bourgeoises de qualité de Hauteroche, Paris, Comédie-Française.
- 8 août : Merlin déserteur de Dancourt, Paris, Comédie-Française.
- 24 août : Les Filles errantes de Jean-François Regnard, Paris, Comédie-Italienne.
- 13 septembre : Le Secret révélé de Brueys et Palaprat, Paris, Comédie-Française.
- 18 novembre : La Fille savante de Fatouville, Paris, Comédie-Italienne.
- 18 décembre : Brutus, tragédie de Catherine Bernard, Paris, Comédie-Française.
- 29 décembre : Le Carnaval de Venise de Dancourt, Paris, Comédie-Française.

## Naissances
- 4 novembre : Guillaume Hyacinthe Bougeant, jésuite et dramaturge français, mort le 7 janvier 1745.
- Date précise non connue :
  - Jean-Antoine Romagnesi, acteur et auteur dramatique français, mort le 11 mai 1742.
- Vers 1690 : 
  - François Moylin, dit Francisque, comédien et directeur de troupe, actif en France, à Londres et à Bruxelles, mort vers 1760.
  - François Quinault, acteur français, mort le 24 octobre 1765.

## Décès
- 10 mai : Raymond Poisson, dit Belleroche, acteur français, né vers 1630.
- 8 juillet : Guilielmus Zeebots, chanoine prémontré, dramaturge et poète des Pays-Bas méridionaux, né le 22 mai 1625.